# Гранвил Саут (Охајо)
Гранвил Саут (енгл. Granville South) насељено је место без административног статуса у америчкој савезној држави Охајо.

## Демографија
По попису из 2010. године број становника је 1.410, што је 216 (18,1%) становника више него 2000. године.
| Група             | 2000.         | 2010.         |
| Белци             | 1.159 (97,1%) | 1.357 (96,2%) |
| Афроамериканци    | 0 (0,0%)      | 12 (0,9%)     |
| Азијати           | 14 (1,2%)     | 20 (1,4%)     |
| Хиспаноамериканци | 8 (0,7%)      | 13 (0,9%)     |
| Укупно            | 1.194         | 1.410         |